# Eurysternus inca
Eurysternus inca är en skalbaggsart som beskrevs av François Génier 2009. Eurysternus inca ingår i släktet Eurysternus och familjen bladhorningar. Inga underarter finns listade i Catalogue of Life.